# Acer yangbiense
Acer yangbiense — вид квіткових рослин з родини сапіндових (Sapindaceae).

## Опис
Дерева листопадні, до 20 метрів заввишки; стовбур до 20 см н.р.г. Гілочки нинішнього року зеленуваті, запушені; гілочки минулого року буро-зелені, блідо-сіро запушені; ті старше 2 років світло-коричневі або темно-коричневі, голі, з помітними коричнево-жовтими сочевичками. Листя: ніжка 4–17 см, блідо-сіро запушена; листкова пластинка 10–20 × 11–25 см, зазвичай ширша за довжину, абаксіально (низ) блідо-зелена й дуже густо запушена по жилках і прожилках, адаксіально насичено-зелена й гола; неглибоко 5-лопатева; основа серцеподібна; базальні частки зазвичай менші, верхівка загострена або іноді відсутня; середня і бічні частки трикутно-яйцеподібні, по краю цілі чи віддалено зубчасті з кількома звивистими зубцями, верхівка загострена. Суцвіття пониклі, голі, виникають з безлистих бічних бруньок 2- або 3-річних гілок. Квітки двостатеві, жовто-зелені. Чашолистків 5, жовто-зелені, яйцювато-довгасті, ≈ 4.5 × 4 мм, голі. Пелюсток 5, жовто-зелені, яйцеподібні, основа вузька. Тичинок 8. Плід пониклий, 9–32 × ≈ 7 см. Плодів 9–17 у суплідді, в молодості червоно-зелені, у зрілих буро-жовті; крило з горішком 4.7–5.5 × 1.4–1.7 см, сильно жилковане, крила розгорнуті під гострим або майже прямим кутом; горішки ≈ 7 мм в діаметрі, середні опуклі, кулясті, ворсинчасті. Квітне у квітні, плодить у вересні.

## Поширення
Вид є ендеміком південно-центрального Китаю: зх. Юньнань (Янбі-Їський автономний повіт).
Населяє змішані ліси, долини; на висотах ≈ 2400 метрів.